# Zsembery István
Derzsenyei és zsemberi Zsembery István (Budapest, 1879. június 26. – Budapest, 1942. június 26.) magyar ügyvéd, főispán, Zsembery Gyula öccse.

## Életútja
Zsembery Kálmán közjegyző és Fábry Ilona fia. A budapesti Tudományegyetem jogi tanulmányokat folytatott, itt doktorált. Még hallgatóként részt vett a Diákotthon és az Egyetemi Kórházegylet megalapításában. Miután megszerezte ügyvédi oklevelét, Budapesten irodát nyitott. 1910-től az Országos Katolikus Szövetség és a Központi Katolikus Kör alelnöke volt. 1915-ig töltötte be a Corda Fratres nemzetközi diákszövetség hazai elnöki tisztét, majd 1917-ig a Mensa Academica alelnöke és az Egyetemi Segítő Egyesület elnöke volt. Előbb Sáros, később Sopron vármegye tiszteletbeli főügyészének választották meg. 1917 tavaszán katonadiákok eltávolították a diákmozgalomból több társával együtt. 1914-ben az első világháború elején harcolt a csatatéren. 1917–18-ban az időközi választáson Érsekújvár országgyűlési képviselője volt, majd az államkincstárat képviselve az Országos Katolikus Kongruatanács tagjává választották. 1921-ben Sopron város, Sopron–Moson és Pozsony vármegyék kormánybiztos főispánja lett. 1919 áprilisától a kommün ideje alatt túszként tartották fogva 106 napon keresztül. 1928-ban a Magánalkalmazottak Biztosító Intézet (MABI) elnöke lett, majd 1932-től 1942-ig az Actio Catholica szervezési szakosztályának elnöke. 1938-ban részt vett a Budapesten megtartott 34. Eucharisztikus világkongresszus megszervezésében.